# Nagost
Nagost (obnaženost, golost, golotinja) predstavlja stanje u kome osoba ne nosi odjeću. Nošenje odjeće je jedinstvena ljudska karakteristika koja ne postoji u prirodi. Njeno prakticiranje ovisi o nizu čimbenika - prije svega zdravstvenih (nastojanje da se očuva tjelesna toplina ili zaštiti koža od jakih sunčevih zraka), a potom i društvenih. U određenim situacijama je minimalna količina odjeće (npr. koja pokriva nečije genitalije ili "privatne dijelove") prihvatljiva, a u određenim situacijama se očekuje više odjeće. Usprkos tomu, ljudi mogu biti goli u cijelom nizu situacija - tako je kupanje rijetko zamisliti nošenjem odjeće; neke osobe vole spavati gole, a neke prakticiraju nudizam kao svoj životni stil.
Golotinja je u današnjem svijetu svenazočna zahvaljujući nizu medijskih sadržaja, bilo da je riječ o slikama, fotografijama, filmu, televiziji ili Internetu. Ona gotovo uvijek predstavlja važan sastojak medijskih i drugih sadržaja koji se vezuju uz zabavu za odrasle.
Odnos prema golotinji, s druge strane, varira s obzirom na situacije i okolnosti u kojima se osobe pojavljuju gole, odnosno nečije običaje, zakone ili svjetonazor. Skidanje odjeće sa sebe u svrhu higijene (kupanje) odnosno presvlačenja ili zdravstvenog pregleda se tako uglavnom smatra opravdanim. S druge strane, skidanje odjeće u javnosti često se smatra neprimjerenom i uvredljivom ili egzibicionizmom, te u nekim slučajevima se smatra kao prekršaj ili kazneno djelo.

## Vanjske poveznice
- Umjetnički prikazi golotinje  Arhivirana inačica izvorne stranice od 5. siječnja 2011. (Wayback Machine)
- Povijest umjetnost - golotinja u 20. stoljeću  Arhivirana inačica izvorne stranice od 5. rujna 2006. (Wayback Machine)
- Golotinja od starih do današnjih kultura, autorice Aileen Goodson  Arhivirana inačica izvorne stranice od 6. ožujka 2010. (Wayback Machine) (poglavlje je izrezak iz djela Aileen Goodson: Therapy, Nudity & Joy)